# Lea (escultura)
Lea es una escultura  de Miguel Ángel que representa la figura del Antiguo Testamento Lea. Como la Raquel del propio artista, forma  parte  del diseño final, de la tumba de Papa Julio II (1542-1545) en San Pietro in Vincoli, sobre la cual todavía se encuentra.

## Historia
Junto con la  Raquel de Miguel Ángel, la estatua de Lea completó la decoración de la última versión del monumento funerario del Papa Julio II en 1542–1545, un trabajo atribulado al que el artista dedicó casi 40 años. 
Destinado al nicho derecho, junto a la más antigua y exitosa estatua del Moisés, el trabajo está documentado en una petición al Papa Paulo III del 20 de julio de 1542, el cual informó que los trabajos progresaban bien. Un mes después, Miguel Ángel contrató a Raffaello da Montelupo para traer las cinco estatuas restantes de la tumba para su conclusión, incluyendo Lea y Rachel. Sin embargo, reservó para estas últimas dos, una nueva ejecución por su propia mano. Parece que la limpieza y la terminación quedó encomendada a su ayudante.

## Descripción y estilo
Lea, la heroína Bíblica, está representada como una matrona Romana, con un vestido clásico y sujetando un espejo (lo que recordaría a la virtud de la Prudencia) o una diadema, a través de la cual se desliza su larga trenza de cabello. Según Giorgio Vasari y Ascanio Condivi, Lea es una alegoría  de una "vida activa," basada en un pasaje de Dante o en la Diputatione Camaldulenses de Cristoforo Landino.